# Трупчу, Джумазие Куртсеитовна
Джумазие́ Куртсеи́товна Трупчу́ (27 июля 1917, деревня Дерекой, Таврическая губерния — 14 марта 2008, город Омск, Россия) — актриса, певица Крымскотатарского академического музыкально-драматического театра, сестра Сервера Трупчу.

## Биография
Джумазие Трупчу родилась 27 июля 1917 года в деревне Дерекой Ялтинского уезда Таврической губернии в семье бедного многодетного крестьянина. В страшную зиму крымского голода 1921—1922 года потеряла отца, четверых братьев и сестёр. После окончания сельской школы старший брат Сервер Трупчу забирает девочку в Симферополь, где Джумазие заканчивает 7-летнюю школу.

### Творческая деятельность
Один год учится в Ялтинском техникуме южных спецкультур, активно участвует в художественной самодеятельности. В 1934 году поступает в Крымский государственный татарский театрально-музыкальный техникум в Симферополе. Будучи обладательницей прекрасных вокальных данных, была занята в постановках Крымского государственного татарского драматического театра. В 1937 г. после прослушивания композитором и педагогом Л. К. Книппером переведена с вокального отделения вне конкурса в студию только открывшегося Крымского государственного татарского театра оперы и балета. Разучивает партии классического репертуара. По воспоминанием Джумазие Трупчу, в техникуме педагогом по музыкальной теории был Асан Рефатов — честнейшний, добрый, умный, безгранично талантливый человек. Директором техникума — Эннан Мустафаев, педагогом по вокалу — К. Свидерский (бас), сверстник и друг Фёдора Шаляпина.
В ноябре 1937 г. Сервер Трупчу, занимавший пост второго секретаря Крымского обкома партии, арестован. Вскоре оперный театр и его студия закрыты. Джумазие возвращается в родную Ялту, где принята солисткой в вокально-инструментальный ансамбль, а также руководителем хора Ансамбля песни и танца крымских татар Ялтинской филармонии. Исполняет татарские народные и современные советские песни. В 1940 г. ялтинский ансамбль переведен в Симферополь. Таким образом, два ансамбля были объединены и с 1940 года Джумазие Трупчу работает в объединённом Крымском государственном ансамбле песни и танца крымских татар в Симферополе. Идет подготовка к декаде культуры Крымской АССР в Москве. Всё почти готово: составлен репертуар, подготовлены большой хор, которым руководила Джумазие Трупчу, песни и танцы, новые костюмы. Война разрушила все планы, ансамбль эвакуировать не успели.
После завершения военных действий в Симферополе в 1942 году немецкими оккупационными властями вновь открыты театры, сначала  Крымской русский театр им. М. Горького под новым названием «Симферопольский русский театр драмы и комедии», потом Крымскотатарский музыкально-драматический театр. Джумазие играет роль Зейнеб в «Бахчисарайском фонтане», Гульчехры в пьесе Гаджибекова «Аршин мал алан», принцессу Зеру в «Алтын бешик» И. Бахшиша. Джумазие Трупчу участвовала в первой военной постановке театра — спектакле А. Тайганской «Къудалар кельген геджеси». Пела на русском языке «Колыбельную» и «Весну» Моцарта. Исполняла вокальные произведения из крымскотатарской, русской и европейской музыкальной классики в различных концертах, проводимых тогда в Крыму силами театра.
В апреле 1944 года приходит радость освобождения. Воссоздан Государственный ансамбль песни и пляски крымских татар (художественный руководитель Г. Исмагилов, муз. руководитель Я. Шерфединов). Джумазие Трупчу принята в ансамбль солисткой, выступает с концертами перед ранеными в госпиталях и солдатами в воинских частях.

### Депортация
Творческая карьера Джумазие Трупчу оборвалась в мае 1944 года. В ходе депортации переселена в Киргизскую ССР, где работает простым рабочим на строительстве уранового рудника Майли-Сай. Затем работает в одном из колхозов Андижанской области Узбекской ССР. Последние тридцать лет до выхода на пенсию работает бухгалтером предприятия в Андижане.
Умерла 14 марта 2008 года в Омске. Похоронена на Старо-Северном кладбище.